# Victor Adler
Victor (Viktor) Adler (Prag, 24. lipnja 1852. – Beč, 11. studenoga 1918.) je bio austrijski političar, čelnik radničkog pokreta i osnivač Socijaldemokratske radničke stranke Austrije (SDAP). Jedan je od glavnih predstavnika i teoretičara austromarksizma.

## Životopis
Rođen je u Pragu u obitelji židovskog trgovca, rodom iz Lipnika iz Moravske. Obitelj mu se preselila u bečko naselje Leopoldstadt kad je bio trogodišnjak. Pohađao je poznatu katoličku gimnaziju Schottenstift zajedno s Heinrichom Friedjungom. Bili su jednim od nekolicine židovskih studenata. Studirao je kemiju i medicinu na bečkom sveučilištu. Diplomirao je 1881. Radio je kao asistent Theodoru Meynertu na psihijatrijskom odjelu Opće bolnice.
1878. oženio se za Emmu. Sin Friedrich rodio se 1879. Od 1882. do 1889. stanovali su na adresi 19 Berggasse u bečkom naselju Alsergrundu. Adresa je poslije postala poznata kao ured Sigmunda Freuda, a danas muzej Sigmunda Freuda.
U početku je podupirao njemački nacionalni pokret koji je vodio Georg Schönerer i radio je na programu iz Linza 1882. Schönererov rastući antisemitizam, koji je kulminirao u amandmanu jednog arijanskog paragrafa, otuđilo ga je od Adlera, koji se fokusirao na društvena pitanja. Od 1886. objavljuje marksistički žurnal Gleichheit (Jednakost), koji je pokrivao teme radnih uvjeta wienerbergerške tvornice opeka i agitirao protiv  truck-sistema. Nakon što je zabranjen Gleichheit, izdavao je od 1889. Arbeiter-Zeitung (Radnički list). Adler je putovao u Njemačku i Švicarsku, gdje se susreo s Friedrichom Engelsom, Augustom Bebelom i Karlom Liebknechtom. Nekoliko je puta bio optužen zbog svojih aktivnosti. Proveo je devet mjeseci u zatvoru.
Adler je bio umjereni i karizmatični socijaldemokrat, sposoban ujediniti austrijski radnički pokret pod svojim vodstvom. Borio se protiv antisocijalističkih zakona koje je sprovodila cislajtanijska vlada ministra predsjednika Eduarda Taaffea 1884. Na konferenciji održanoj 1888. u Hainfeldu formirao je Socijaldemokratsku radničku stranku. Bio je njen prvi čelnik. Kao član Carevinskog vijeća 1905., odigrao je vodeću ulogu u borbi za opće biračko pravo, koje je konačno izborio pod ministrom predsjednikom Maxom Wladimirom von Beckom 1906. godine. Nakon toga socijaldemokrati su izašli kao pobjednici cislajtanijskih izbora 1907. godine. Adler je bio aktivni pristaša Druge internacionale. Pokušavao je održati jedinstvo austrijskih socijaldemokrata unatoč etničkim sukobima. Podupirao je ideju Sjedinjenih država Velike Austrije koje bi nadomjestile dvojnu monarhiju.
Prije prvog svjetskog rata, Adler je bio čelnik Socijalističke stranke u Beču. Javno je poduprio odluku carske vlade o ulasku u rat. Kad je ušao u novu austrijsku vladu listopada 1918., zagovarao je ujedinjenje okrnjene Austrije s Njemačkom. Umro je prije nego što je dospio više promovirati ovaj projekt. Umro je u Beču.

## Radovi
- Parteivorstand der Sozialdemokratischen Arbeiterpartei Deutschösterreichs (Hrsg.): Victor Adlers Aufsätze, Reden und Briefe. Verlag der Wiener Volksbuchhandlung:
  - Band 1. Victor Adler und Friedrich Engels. 1922
  - Band 2. Victor Adler vor Gericht. 1923
  - Band 3. Adler als Sozialhygieniker. 1924
  - Band 4. Victor Adler über Arbeiterschutz und Sozialreform. 1925
  - Band 5. Victor Adler über Fabrikinspektion, Sozialversicherung und Arbeiterkammern. 1925
  - Band 6. Victor Adler der Parteimann. 1. Der Aufbau der Sozialdemokratie. 1929
  - Band 7. Victor Adler der Parteimann. 2. Internationale Taktik. 1929
  - Band 8. Victor Adler der Parteimann. 3. Österreichische Politik. 1929
  - Band 9. Victor Adler der Parteimann. 4. Um Krieg und Frieden. 1929
  - Band 10. Victor Adler der Parteimann. 5. Der Kampf um das Wahlrecht. 1929
  - Band 11. Victor Adler der Parteimann. 6. Parteigeschichte und Parteipolitik. 1929
- Victor Adler - Friedrich Engels Briefwechsel. Verein für Geschichte der Arbeiterbewegung. Dokumentation 1-4/2009. Wien 2009.

## Vanjske poveznice
- Literatur von Victor Adler im Österreichischen Verbundkatalog  Arhivirana inačica izvorne stranice od 13. studenoga 2013. (Wayback Machine)
- Karl Kautsky o Adleru